# Free Internet Chess Server
Free Internet Chess Server (FICS) je internetski šahovski poslužitelj kojeg vode volonteri. Organiziran je kao besplatna inačica Internet Chess Clubu (ICC) otkad ICC naplaćuje članstvo.

## Povijest
Prvi internetski šahovski poslužitelj zvan Internet Chess Server (ICS) proradio je siječnja 1992. godine. Softver je bio kodiran, imao je programersku podršku i njime su upravljali volonteri do 1995. godine. Tad su administratori počeli naplaćivati igračima članarinu i promijenili mu ime u ICC.
Nekolicina bivših ICS-ovihprogramera doživjela je komercijaliziranje ICS-a kao iskorištavanje njihova rada. Ovu su skupinu vodili Chris Petroff i Henrik Gram. Razvili su FICS kao alternativu plaćenom modelu, davajući korisnicima besplatni sustav bez restrikcija. Poslužitelj je počeo s radom 3. ožujka 1995.
Godine 1998. Free Internet Chess Organization (FICS) bila je organizirana kao neprofitna organizacija.
2007. godine zakonski entitet se raspao. Poslužitelj još održavaju i moderiraju volonteri. 2016. godine 50 tisuća aktivnih igrača odigralo je ukupno 23 milijuna partija.
Kolovoza 2014., FICS je imao preko 650.000 registriranih računa.

## Uporaba
Za igrati šah na FICS-u potrebno je spojiti se na poslužitelji ili preko appleta zasnovanog na internetu na stranicama FICS-a (www.freechess.org) ili uporabom klijentskog programa, koji može biti jednostavan poput telnetskog klijenta, no obično je to sučelje posebno dizajnirano za igrati internetski šah. Korisnici se mogu prijaviti i kao anonimni gost ili registriranjem besplatnog računa. Svaki korisnik smije imati samo jedan račun. Poslužitelj održava rangiranje i statistike igara registriranih korisnika. FICS se služi sustavom bodovanja Glickom.
Većinu turnira na poslužitelju organizira Mamer, automatizirani ravnatelj turnira. Mamerom upravljaju voditelji turnira koji organiziraju i nadgledaju turnire. Mamer najavljuje turnire preko kanala 49 i preko "tells"-a i "tshouts"-a. Turniri koje organizira Mamer uključuje inačice.

## Vanjske poveznice
- Službene stranice (eng.)
- Raspored turnira (eng.)
- FICS Game Database - podatkovna baza svih odigranih partija (eng.)
- FICS Mac OS app (eng.)
- FICS Bughouse Database (eng.)
- FICS interface comparison (eng.)
- FICS TeamLeague (eng.)